# Cercopithecus campbelli
Il cercopiteco di Campbell (Cercopithecus campbelli Waterhouse, 1838) è un primate della famiglia Cercopithecidae.

## Descrizione
Il colore è grigio-giallastro sul lato dorsale, il lato ventrale è più chiaro. Il viso è prevalentemente blu, con basette bianche. La lunghezza del corpo è tra 35 e 55 cm, il peso massimo 6 kg.

## Distribuzione e habitat
L'areale è in Africa occidentale e si estende dalla Gambia alla Liberia.
La specie è diffusa in 
Gambia,
Guinea,
Guinea-Bissau,
Liberia,
Senegal e 
Sierra Leone.
L'habitat comprende diversi tipi di foreste.

## Biologia
Conducono vita arboricola e hanno attività diurna. Vivono in gruppi territoriali costituiti da circa 13 individui, formati da un maschio adulto, diverse femmine e cuccioli.

### Alimentazione
Si nutrono soprattutto di frutta, ma la dieta comprende anche semi e altri vegetali e occasionalmente insetti e altri piccoli animali. 

### Riproduzione
La gravidanza dura circa cinque mesi e al termine nasce in genere un solo cucciolo. Le cure parentali durano circa un anno. La maturità sessuale si raggiunge ad un'età compresa tra i 2 e i 3 anni.

### Voce
Talora i cercopitechi di Campbell formano gruppi misti interspecifici con i cercopitechi diana (Cercopithecus diana). I maschi di entrambe le specie producono differenti richiami di allarme in risposta alla presenza dell'aquila coronata (Stephanoaetus coronatus) o del leopardo (Panthera pardus), due dei loro principali predatori. Studi condotti sul campo hanno mostrato che le due specie di cercopitechi riconoscono i richiami di allarme l'una dell'altra (comunicazione interspecifica).

## Tassonomia
La sottospecie C. c. lowei (Lernould, 1988), diffusa in Costa d'Avorio e Ghana, è ora considerata una specie distinta (C. lowei).